# فيرنر آيكهورن
ويرنر ايكهورن (بالألمانية: Werner Eichhorn) (و. 1922 – 2005 م) هو ممثل من ألمانيا. 
توفي في هامبورغ، عن عمر يناهز 83 عاماً.

## وصلات خارجية
- فيرنر آيكهورن على موقع IMDb (الإنجليزية)
- فيرنر آيكهورن على موقع ألو سيني (الفرنسية)
- فيرنر آيكهورن على موقع أول موفي (الإنجليزية)
- فيرنر آيكهورن على موقع قاعدة بيانات الأفلام السويدية (السويدية)
- فيرنر آيكهورن على موقع ديسكوغز (الإنجليزية)
- فيرنر آيكهورن على موقع قاعدة بيانات الفيلم (الإنجليزية)
- فيرنر آيكهورن على موقع كينوبويسك (الروسية)